# Call of Duty: Modern Warfare 3
Call of Duty: Modern Warfare 3 é um jogo eletrônico de tiro em primeira pessoa desenvolvido pela Infinity Ward e pela Sledgehammer Games com a assistência da Raven Software e publicado pela Activision. É o oitavo título da série Call of Duty e o terceiro da saga Modern Warfare sendo uma sequela direta de Call of Duty: Modern Warfare 2.
A Sledgehammer Games, um dos estúdios da Activision, apontou para um jogo "livre de erros" ("bug free" em inglês) pela primeira vez na série, estabelecendo assim uma meta para as pontuações de crítica do site Metacritic acima de 95%. É também o primeiro jogo da série a ter suporte para jogadores daltónicos.
Modern Warfare 3 foi lançado em 8 de Novembro de 2011 nas plataformas Microsoft Windows, Xbox 360, PlayStation 3, e Wii. Também foi lançada no mesmo dia uma versão separada para Nintendo DS desenvolvida pela empresa n-Space com o nome Call of Duty: Modern Warfare 3: Defiance. Na Austrália, a versão Wii foi lançada em 17 Novembro de 2011. No Japão, a Square Enix edita uma versão separada dublada e legendada, assim como com Black Ops. Foi lançada primeiro uma versão com legendas em japonês em 17 de Novembro de 2011. Em 22 de Dezembro de 2011, foi lançada uma versão dublada em japonês.
O título arrecadou globalmente mais de 775 milhões dólares nos primeiros cinco dias após o seu lançamento, superando o recorde de 650 milhões de dólares estabelecidos por Black Ops e os 550 milhões de dólares alcançados por Modern Warfare 2 em 2009. Para ser exato, bateu recordes de bilheteira no teatro, cinema, livros e as vendas registadas de jogos para os cinco dias em todo o mundo em dólares.
Segundo dados da VGChartz, Modern Warfare 3 vendeu um total de 9,3 milhões de cópias no primeiro dia de vendas, sendo que 6.5 milhões foram vendidas nos EUA e no Reino Unido, rendendo $400 milhões de dólares, tornando-o na altura, no maior lançamento de todos os tempos na indústria do entretenimento, até ser ultrapassado pelo seu sucessor Call of Duty: Black Ops II em 2012.

## Jogabilidade
O jogo corre a 60 frames por segundo, nos consoles e se forem cumpridos os requisítos mínimos, rodará da mesma forma no computador A Activision confirmou na Gamescom de 2011, que Modern Warfare 3 no PC terá servidores dedicados sendo o primeiro da série a trazer este recurso para o computador.

### Campanha
Neste modo, o jogador atua como participante de várias guerras ocorridas em uma determinada época. O jogador assume o papel de vários personagens durante a campanha de single-player, mudando as perspectivas ao longo da evolução da história. Ao contrário dos seus antecessores, a campanha estende-se por dias diferentes. Cada missão apresenta uma série de objetivos que são exibidos no topo do ecrã (HUD), que marca a direção e a distância para esses objetivos. O danos do jogador são mostrados por pingos de sangue mostrado no ecrã. A saúde do jogador regenera com o passar do tempo. Objetivos variam conforme as suas necessidades, desde pedir ao jogador que chegue a um posto de controle especial, para eliminar os inimigos num determinado local, manter-se firme contra esquadrões inimigos ou plantar cargas explosivas numa instalação inimiga. O jogador também é acompanhado por outros soldados aos quais não se podem emitir comandos/ordens.

### Multijogador
Todo o sistema de recompensa de “Killstreak” foi melhorado. “Killstreaks” são agora conhecidos como “Pointstreaks”, e matar já não é a única maneira de aumentar os “Pointstreak” do jogador. Ao completar objetivos, como plantar a bomba em "Search & Destroy" ou capturar uma bandeira em "Capture the Flag" atribui pontos para o “Pointstreak” do jogador. As recompensas “Pointstreaks” estão organizadas em três diferentes "pacotes" chamados Assalto, Suporte e Especialista. O pacote Assalto funciona da mesma forma como o sistema de recompensa “Killstreak” em Modern Warfare 2 e Black Ops, oferecendo recompensas como o míssil “Predator” e o Assault Drone ao matar a quantidade de inimigos pedida em uma única vida. O pacote de Suporte oferece suporte ao estilo de recompensas, como os UAV e SAM Turret. Ao contrário do "pacote" Assalto, o "Pointstreak" não reinicia quando o jogador morre. O pacote Especialista recompensa os jogadores com “perks” à sua escolha sempre que o jogador matar 2 inimigos na mesma vida. Depois do jogador matar oito (ou sete, usando o "perk" "Hardline"), o jogador recebe todos os “perks” do jogo, mas volta a zero depois do jogador morrer. Os jogadores podem escolher qual as recompensas “Pointstreak” que pretendem utilizar durante o jogo, ao invés de escolhê-los entre as rondas.

Um jogador obtendo "14 Point Streak" no modo multiplayer.

Junto com a reformulação do sistema de recompensa de “Killstreak”, Modern Warfare 3 também tem um ranking completamente renovado com um sistema de desbloqueio, e não usa um sistema de moeda para desbloquear. O nível da arma primária do jogador aumenta ao mesmo tempo que o jogador, e desbloqueia uma série de perks de "Proficiência", como Kick (redução de recuo, enquanto aponta para baixo a visão do jogador) e Focus (manter o foco sob o fogo). Apenas um perk de Proficiência um pode ser colocado numa arma primária. Outra novidade é a capacidade de equipar Scopes híbridos numa arma, usando o Hamr scope nas submetralhadoras ou hybrid sight nos rifles de assalto,o jogador pode alternar entre red dot e Acog.
Vários "perks" controversos em Modern Warfare 2, acusados de serem "Overpowered"(Injustos, apelões), foram removidos em Modern Warfare 3.O "Quick-Scope" onde o jogador consegue com a sniper mirar de forma rápida para matar o inimigo voltou, enquanto que o mergulho para ficar deitado ou o "mergulho de golfinho" foram removidos devido a problemas de equilíbrio. Modern Warfare 3 utiliza o sistema da Treyarch de “hot fix” para corrigir erros. Modern Warfare 3 apresenta ainda um on-line local e a opção de ecrã dividido.
Novos modos de jogo também foram adicionados: "Kill Confirmed" exige que os jogadores recolham as Dog-Tag (chapas militares) que flutuam junto do cadáver de um inimigo abatido antes da morte poder ser registada. No entanto, a equipe adversária pode também apanhar a Tag para negar à outra equipa a morte.  Em "Team Defender", ambas as equipes devem tentar capturar uma bandeira que fica sobre o corpo do primeiro jogador a morrer deve ser pega e protegida o time que proteger a bandeira ganha o dobro de pontos por cada morte, enquanto a equipa sem a bandeira só recebe o valor padrão, no fim o time com mais pontos vence. Jogos particulares agora também incluem modos pré-fabricados, incluindo "Infected" (onde o infectado mata inimigos para recrutá-los para a sua equipa), "Drop Zone" (onde o jogador deve manter uma zona de queda para pontos e "care packages"), "Team Juggernaut "(cada equipe joga ao lado de um personagem Juggernaut controlado por um jogador randômico e ha uma troca a cada 2 minutos, "Gun Game"(seja o primeiro a matar um jogador inimigo com cada arma da ronda) e "One in the Chamber" (no qual os jogadores são permitidos ter apenas uma pistola com um bala e três vidas, onde só se pode obter mais balas matando outros jogadores). Junto com isso, os jogadores podem criar os próprios seus modos de jogo, com configurações personalizadas, tais como número de jogadores e limite de tempo.
Modern Warfare 3 introduz uma "Prestige Shop". A loja permite que os jogadores que fizeram Prestige(chegaram ao nível 80 e voltaram ao 1) possam usar os seus tokens que ganharam na opção “Prestige” para comprar recursos exclusivos, tais como pontos XP a dobrar por duas horas de jogo e uma classe extra personalizada e poder salvar uma arma para os próximos 20 Prestiges.
Uma característica totalmente nova é a adição de um sistema de classificação similar ao do Multiplayer. O jogador ganha pontos de experiência em Survival e modos de missão, desbloqueando novas missões para o modo de missão e novas armas/equipamento/regalias para o modo Survival.
Modo de missão é um modo semelhante ao Spec Ops de Modern Warfare 2. Conta com várias missões, com missões cronometradas ou com objetivos.
Survival Mode é  novo modo em destaque de Call of Duty: Modern Warfare 3 no modo de Special Ops em que os jogadores devem defender-se de ondas de inimigos controlados pela IA e pode ser jogado em todos os mapas de Multiplayer.
As ondas de inimigos são aleatórias, mas cada vez mais difíceis, de modo que nas fases posteriores, os jogadores podem esperar enfrentar múltiplos Juggernauts, cães amarrados com C4 e ataques inimigos com apoio aéreo em simultâneo. Não há meios de ganhar neste modo de jogo, porque as ondas continuarão até que os jogadores percam (muito semelhante ao modo Zombies de Call of Duty: Black Ops). Como nas outras missões Special Ops, co-op está disponível para esta modalidade, tanto on-line ou em ecrâ dividido.
Modern Warfare 3 tem um total de 16 mapas jogáveis para multijogador e para o modo Survival em Spec Ops. Os mapas são inspirados no modo campanha. houve 4 DLCs (conteúdo adicional) cada um com 5 mapas, e outros 3 foram adicionados gratuitamente entre eles uma recriação do Terminal um dos mapas multijogador mais famosos do MW2, totalizando 39 mapas, 19 gratuitos 20 pagos..

## Sinopse

### Personagens
O jogo vê o retorno da Task Force 141 Capitão John "Soap" MacTavish (dublado por Kevin McKidd), o ex-Capitão da SAS John Price (voz de Billy Murray) e o informante russo Nikolai que estão em fuga depois de matarem o tenente-general do Exército dos EUA, Shepherd. O russo ultranacionalista Vladimir Makarov (dublado por Roman Varshavsky) também regressa como antagonista principal do jogo. Vários novos personagens jogáveis foram adicionados, incluindo Staff Sargento Derek "Frost" Westbrook e Master SGT Sandman (voz de William Fichtner ), um par de agentes da Força Delta em Nova York; Marcus Burns um Sargento na luta Special Air Service, em Londres, e Tenent Yuri, um ex-agente da Spetsnaz e ex-Ultranacionalista e o Sargento Wallcroft (dublado por Craig Fairbrass) de Call of Duty 4 também regressa no jogo.
Novos personagens não jogáveis incluem Truck (Idris Elba) e Grinch (voz de Timothy Olyphant), que fazem parte da equipe de fogo da Força Delta ao lado de Frost e Sandman. Um operatório da Força Delta, chamado Grinch, também foi chamado (voz de Tobey Maguire).

### Enredo
O jogo segue imediatamente os eventos de Call of Duty: Modern Warfare 2, onde a Rússia continua a invasão nos Estados Unidos, e também ampliou a sua ofensiva para países europeus como Inglaterra, França e Alemanha, sendo que partes da campanha incluem também países africanos, asiáticos e do  oriente médio. A história foi escrita pelo argumentista e realizador Paul Haggis vencedor de um Oscar.
Em 17 de Agosto de 2016, horas depois de matar o General Shepherd, o Capitão Price e Nikolai evacuam o moribundo John "Soap" MacTavish a partir do Hotel Bravo, no Afeganistão. Eles chegam a um local seguro administrado por aliados leais a Nikolai em Himachal Pradesh, na Índia. Enquanto Soap recebe atenção médica, forças de Vladamir Makarov invadem o esconderijo numa tentativa de matar os três. Ex-soldado da Spetsnaz, Tenente Yuri, o melhor soldado de Nikolai e que esconde um rancor contra Makarov, dá ajuda médica a Soap e garante uma rota segura para um ponto de extração fora do país ("Persona Non Grata"). Juntos, os quatro são tudo o que resta da agora dissolvida Task Force 141.
Entretanto a III Guerra Mundial continua. Enquanto isso, as ações por uma equipe da Força Delta de nome "Metal 0-1", que inclui o Staff Sargento Derek "Frost" Westbrook, "Grinch", "Truck", e o Master SGT "Sandman" (para quem Soap, Price e Ghost anteriormente trabalharam em conjunto com a "Operação Kingfish" para matar ou capturar Makarov), facilita a retirada do exército russo da invasão de Manhattan, Nova Iorque, destruindo um dispositivo de bloqueio em cima do New York Stock Exchange ("Black Tuesday") e sequestrando um submarino russo Oscar II no East River para usá-lo contra a Marinha russa ("Hunter Killer").
Dois meses depois, em Outubro, o presidente russo, Boris Vorshevsky, anuncia planos para fazer a paz com os Estados Unidos numa conferência em Hamburgo, Alemanha. O plano é ameaçado quando os homens de Makarov sequestram o avião de Vorshevsky e forçam-no a uma aterrissagem forçada ("Turbulence") que destrói a aeronave. O agente da F.S.O. Andrei Harkov tenta garantir a segurança de Vorshevsky, mas é morto por Makarov que aparece dentro do helicóptero de evacuação. Makarov sequestra o presidente e planeja sequestrar e torturar a sua filha, Alena, para forçar o presidente a lhe dar os códigos de lançamento do arsenal nuclear russo.
Depois de Soap recuperar o suficiente para lutar, a equipe da Task Force 141 continua a sua tentativa de apreender Makarov. Com a ajuda de Yuri e do ex-mentor de Price, MacMillan, eles seguem a trilha de Makarov para um negócio de armas na Serra Leoa ("Back on the Grid"), mas não conseguem interceptar a carga. Essa carga de conteúdo desconhecido começa ser distribuída em Paris, Berlim e Londres. Enquanto isso, uma unidade britânica da S.A.S., incluindo os sargentos Marcus Burns e Wallcroft, são enviados para lidar com as armas ("Mind the Gap"), porém descobrem que um dos transportes das armas é um chamariz. Enquanto isso, a arma real revelou-se bioquímica, e é detonada numa rua de Londres, matando uma jovem família americana, libertando a sua carga tóxica perto do Big Ben ("Davis Family Vacation").
A "equipe metal" é entretanto enviada para Hamburgo para resgatar o vice-presidente dos EUA ("Goalpost"). Agindo sobre informações dadas por Price, extraídas de um senhor da guerra de nome Waraabe em Bosaso na Somália ("Return to Sender"), eles são implantados posteriormente para Paris a fim de capturar o russo criador de bombas, Volk ("Bag and Drag"). Depois de garantirem Volk, lutam para abrirem caminho através da cidade para um ponto de extração com a ajuda de um AC-130 ("Iron Lady"), então a Torre Eiffel cai no rio após um bombardeamento e elimina todas as forças russas no ponto de extração. Depois de extrair informações de Volk, localizam Makarov no Hotel Lustig (vagamente baseado no Hotel Four Seasons) em Praga, onde ele está a ponto de convocar uma reunião com os seus principais assessores. Sandman informa Price desta informação, e ele infiltra a sua equipe na cidade ("Eye of the Storm").
Uma vez em Praga, a Task Force 141 encontra-se com Kamarov para tentar um assassinato de Makarov ("Blood Brothers"). Yuri e Soap têm uma visão privilegiada de cima de uma torre de uma igreja em frente ao hotel, enquanto Price se infiltra no próprio edifício. No entanto, o plano dá errado quando Kamarov é tomado como refém e equipado com explosivos. Price escapa do hotel quando Kamarov é explodido. Makarov revela que conhece Yuri pessoalmente, dizendo que ele "nunca deveria ter vindo". Makarov já sabia que estaria a ser vigiado do cimo da igreja e por isso preparou os explosivos, que depois detona. Yuri e Soap evitam a explosão, saltando para baixo do nível do solo, mas Soap é mortalmente ferido devido à queda da torre e por causa de uma grande quantidade de escombros que caem sobre ele, causando a abertura de antigas feridas causadas por uma faca e, consequentemente, uma grave hemorragia interna. Yuri e Soap fogem com Price para uma casa segura. Nos seus últimos segundos, Soap diz a Price "Makarov...conhece...Yuri...!", e então falece, para desespero de Price . Depois de deixar a sua pistola M1911 com o corpo de Soap, Price, enfurecido, soca Yuri, exigindo saber a sua ligação com Makarov.
Yuri explica que ele era um ex-ultranacionalista, e esteve presente numa missão com Makarov numa tentativa de assassinato de Price em 1996, evacuando Imran Zakhaev; a detonar o dispositivo nuclear no Oriente Médio, que matou 30 mil fuzileiros navais e no massacre no International Airport Zakhaev na Rússia. Depois de testemunhar a explosão nuclear matando milhares de soldados, Yuri tentou parar o massacre no aeroporto, alertando o FSB, mas foi contido com um tiro no estômago por Makarov antes que ele pudesse fazer mais alguma coisa. Yuri, sentindo-se culpado de ser incapaz de impedir o assassinato em massa, convence Price de que eles estão lutando pela mesma coisa, com isso, Price acaba decidindo manter sua aliança com Yuri "por enquanto".
Depois de se infiltrarem no castelo de Makarov em Praga e sabendo do cativeiro de Vorshevsky ("Stronghold"), Price e Yuri alertam a "equipe metal" do plano para sequestrar a filha do presidente Vorshevsky, "Alena" a partir de um esconderijo em Berlim. A Metal Team é incapaz de impedir o sequestro ("Scorched Earth"), mas conseguem seguir os ultranacionalistas de Makarov para uma mina de diamantes na Sibéria. A " equipe metal" (sem a inclusão de Frost) e a Task Force 141 lançam uma operação de resgate em conjunto para salvar Vorshevsky e a sua filha Alena antes de Makarov conseguir os códigos de lançamento nuclear ("Down the Rabbit Hole"). Suas ações garantem a segurança do presidente Vorshevsky e Alena, e acabam com o conflito entre os Estados Unidos e a Rússia. No entanto, Sandman, Grinch e Truck morrem durante a extração, quando a mina desaba sobre eles, para grande angústia de Price.
Em 21 de janeiro de 2017, três meses após o fim da III Guerra Mundial, Price e Yuri descobrem Makarov no Hotel Oasis (vagamente baseado no Burj Al Arab, em Dubai) na Península Arábica. Numa tentativa de vingar "Soap" ("Dust to Dust") eles assaltam o hotel armados de metralhadoras PKP e vestidos com uma armadura E.O.D. (Juggernaut), que mais tarde é destruída. No topo do hotel, Makarov tenta escapar num helicóptero, mas Price salta para dentro deste matando os dois pilotos e traz o helicóptero de volta para o telhado. Makarov, atordoado, prepara-se para executar Price, gravemente ferido, mas se distrai com Yuri; Makarov revida o fogo de Yuri e o mata. Mas comete um grave erro: se esquece de Price. Este, por sua vez, aproveita o momento para enfrentar Makarov, desarmando-o, espancando-o, envolvendo um cabo de aço em torno da sua garganta, amarrando-o e destruindo o teto de vidro abaixo deles, resultando na morte de Makarov. Price cai no chão logo abaixo e sobrevive. Quando os policiais chegam ao local, encontram Price sentado na frente do cadáver pendurado de Makarov, calmamente a fumar um charuto.

## Desenvolvimento
Devido a uma disputa legal entre o distribuidor do jogo, a Activision, e os co-executivos da Infinity Ward, acabou por causar alguns adiamentos ao seu lançamento. A Sledgehammer Games irá desenvolver a componente de um jogador, e a Raven Software irá desenvolver a componente de multi jogador. Em Maio de 2011 no site oficial da série no YouTube, foram lançados quatro vídeos intitulados: America, England, France, Germany (pt: Estados Unidos, Inglaterra, França, Alemanha) indicando as localizações da acção do jogo. A letra "E" no título de cada vídeo é estilizada como Modern Warfare nº 3. O site oficial do jogo foi lançado no dia 18 de Maio de 2011 e tem actualmente um mapa iterativo com os quatro locais visto nos vídeos.
A Activision revelou o jogo a 23 de Maio de 2011 com um excerto de como irá ser a jogabilidade, durante o quarto jogo das finais da NBA entre os Dallas Mavericks e a equipa Oklahoma City Thunder, e posteriormente na página oficial de Call of Duty no Youtube. Modern Warfare 3 utiliza o "MW3 Engine" (IW Engine 5.0). Melhorias incluem melhor "streaming" e áudio.
Alguns dubladores incluem Timothy Olyphant, Christopher Meloni, Corey Stoll, Christian Coulson, Roman Varshavsky e Troy Baker. Em 12 de outubro de 2011, Glen Schofield, Chefe de estúdio da Sledgehammer Games, confirmou através do Twitter que Brian Tyler compôs a música para o jogo e gravou usando uma orquestra sinfônica.

### Call of Duty: Elite
Em 31 de maio de 2011, a Activision anunciou que Call of Duty: Elite, assim como Bungie.net e Battle.net, é um novo serviço social para Call of Duty, em comunidade, para acompanhar e comparar as estatísticas, criar vídeos e conteúdo "premium" de acesso que cobrava e em troca recebia o conteúdo adicional antes do lançamento. O serviço será totalmente integrado no Call of Duty: Modern Warfare 3, e foi lançado para coincidir com o lançamento mundial do jogo. Foi lançada uma versão beta de Call of Duty: Elite para o Black Ops a 14 de Julho de 2011.

## Lançamento
Em finais de Outubro de 2011, relatórios já estavam emergindo sobre cópias que estão sendo vendidas cedo para pessoas com vídeos gameplay enviados on-line. Em 3 de novembro de 2011, foi relatado que as cópias do jogo já estavam sendo vendidas nos Estados Unidos. A K-Mart começou a vender cópias do jogo antes da sua data de lançamento com exemplares que apareceram no eBay e na  Craigslist. Isto foi devido a um erro cometido por uma das companhias de entrega que disse para a K-Mart vender cópias do jogo imediatamente após e entrega dos embarques. No entanto, a Activision contactou a K-Mart ficando o problema resolvido.
O site francês TFI News informou que um caminhão sofreu uma colisão com um carro a 6 de novembro de 2011, em Créteil, ao sul de Paris, antes de dois indivíduos mascarados saírem do carro. Os criminosos teriam usado gás lacrimogêneo para neutralizar os motoristas do caminhão e roubarem o seu conteúdo de videojogos no valor de 400 mil euros. Um relatório separado disse que o caminhão continha uma entrega de 6.000 cópias de Modern Warfare 3.
Logo após o lançamento do jogo, um homem de Aurora, Colorado que não recebeu uma cópia do jogo numa loja de retalho, apesar de pré-encomenda-lo, alegou ficar tão irritado que iria "explodir este lugar". Também foi relatado que ameaçou disparar contra os funcionários, quando deixassem a loja. Lomón Sar, aos 31 anos, foi emitida uma citação e intimação judicial por parte da polícia a responder pelos seus distúrbios.

### Fuga Pirata
Duas semanas antes do lançamento do jogo, foi relatado que metade da versão PC tinha sido carregada on-line depois de ter sido roubada de um armazém em Fresno, Califórnia. Investigadores que trabalham em nome da Activision têm procurado sites de "torrent" para encontrar vestígios do jogo, bem como a visitar as pessoas que tinham baixado uma cópia em todos os Estados Unidos e solicitando que seja removido ou terão de enfrentar uma multa de $5000 dólares.

## Marketing

### Edições Especiais

Conteúdo da edição Hardened para PlayStation 3.

Modern Warfare 3 foi lançado em duas versões diferentes para PlayStation 3 e  Xbox 360: Padrão e Hardened. A versão padrão é composta do jogo e um manual de instrução, e é a única versão disponível para Microsoft Windows. Conteúdos incluídos na edição Hardened incluem o disco do jogo com "arte original", uma associação de um ano para Call of Duty: Elite o estatuto de "fundador especial" em Call of Duty: Elite, que inclui um emblema exclusivo para o jogo, uma carta de jogador, camuflagem para a arma, maior experiência para o clã, e mais benefícios exclusivos, uma caixa de colecionador em aço, um tema animado da PSN exclusivo para PlayStation 3, a roupa exclusiva de Spec Ops Juggernaut para o avatar da Xbox Live, exclusivo da Xbox 360, e uma edição limitada de um diário de campo, que narra "a saga inteira com mais de 100 páginas de autênticos sketches militares, diagramas, e entradas de escrita". Robert Bowling da Infinity Ward confirmou que não haverá Edição Prestige de Modern Warfare 3. No passado, as edições anteriores Prestige de Call of Duty tinham incluído itens físicos, tais como um carro de controle remoto para Black Ops, e um par de óculos de visão noturna para Modern Warfare 2.
Em 19 de agosto de 2011, a distribuidora GAME (Reino Unido) anunciou um pacote "Intel" de Modern Warfare 3. Vem com um avatar das forças britânicas especiais, tanto para o Xbox 360 e PlayStation 3, bem como um guia de estratégia Brady. Em 3 de setembro de 2011, a Activision e a Microsoft anunciaram conjuntamente um pacote especial limitado de Modern Warfare 3 da Xbox 360 com um disco rígido de 320GB. A unidade foi desenhada pela equipa de Call of Duty e inclui dois controles sem fio personalizados, uma cópia de Modern Warfare 3 e apresenta sons personalizados quando o console é ligada / desligada ou quando a bandeja do disco é ejetada. Uma assinatura de um mês de Xbox Live Gold também está incluída, bem como itens exclusivos para o avatar.

### Conteúdo Transferível
A Activision revelou a 12 de março de 2012 o primeiro conteúdo adicional para não-subscritores de Call of Duty: Elite. O conteúdo, com o nome Modern Warfare 3: "Collection #1", contém quatro mapas multijogador (Piazza, Liberation, Overwatch, Black Box) e duas missões para o modo Special-Op's (Black Ice, Negotiator). O contéudo ficou disponível a 20 de março de 2012 para Xbox 360 e numa data posterior para PlayStation 3 e PC.
Em 17 de Maio de 2012 foi lançado o conteúdo adicional com o nome de ″Modern Warfare 3: Collection #2″ que inclui o modo ″Face Off" (disputas 3 vs 3) com quatro mapas. Juntamente com o novo modo foi incluído mais três mapas o multijogador e outros dois para o modo Special Ops. O "Modern Warfare 3: "Collection #3" assim como o "Collection #2" chegou com um novo modo para o Special Ops: ″Chaos″. Em "Chaos" onde se dever matar o máximo de inimigos para ganhar pontos e mais tempo. "Collection #2" inclui ainda para o modo ″Face Off″ três mapas mais três outros para o modo "Special Ops".

## Recepção
O jogo foi bem recebido pela crítica especializada, tendo nalguns casos ter sido criticado pela história confusa e facilmente esquecível bem como por ser muito parecido com os seus antecessores. Apesar disso foi elogiado por ter uma campanha frenética, pelo novo Call of Duty: Elite e por um melhoramento nos modos Multiplayer e Spec OP's.
O site de críticas agregadas Metacritic mantém uma pontuação de 89% para a versão Xbox 360 de 88% para a versão PlayStation 3 e para PC uma média de 81%.
Apesar de ter sido bem recebido pela crítica especializada e do número recorde de vendas, Modern Warfare 3 não foi bem recebido pelos jogadores. Recebeu análises desde médias a negativas e contava com uma pontuação de 2.3/10 para PlayStation 3, 3.2/10 para Xbox 360, 2/10 para PC e 1.7/10 para a versão Wii no site Metacritic. Muitos usuários citaram a razão das suas críticas negativas é que eles sentiram que Modern Warfare 3 é muito semelhante ao seu antecessor, Call of Duty: Modern Warfare 2, sarcasticamente alguns observaram que "Modern Warfare 2.5 é o melhor pacote de mapas até à data" mas ao mesmo tempo confusos por ter um preço tão elevado.
Glen Schofield da Sledgehammer Games manifestou-se sobre as notas baixas afirmando no Twitter: "Normalmente não faço isto, mas se gostas de MW3 vai até ao Metacritic.com e ajuda-nos na pontuação dos utilizadores. São estranhamente baixas. Sejam honestos mas ajudem se concordarem conosco."
A versão Wii do jogo não recebeu críticas positivas mantendo uma pontuação média de 68% no site Metacritic. O site IGN classificou o jogo com 4.5 de 10, culpando os gráficos e o sistema de código de amigos.

### Criticas Profissionais
A primeira crítica oficial do jogo veio do The Daily Telegraph. Na sua revisão, eles deram a versão Xbox 360 uma pontuação de 5 estrelas em 5, afirmando: "A série sempre foi famosa por elementos como o design de som excelente, o brilho, a sua jogabilidade polida, mas com Modern Warfare 3, a Infinity Ward e Sledgehammer Games criaram um jogo que não só vive até a campanha publicitária da marca, mas ultrapassa-a. Um jogo onde o apelo de massa é justificado, e as expectativas são atendidas".
A GameSpot qualifica o jogo, afirmando que "as emoções "assinatura" da série perderam um pouco do seu brilho. Modern Warfare 3 reitera ao invés de inovar, de modo que a diversão que você tem é familiar", mas conclui sua análise afirmando que, "Felizmente, [o jogo é] também absolutamente cativante e muito gratificante, dando aos fãs um motivo para se alegrar nesta temporada muito ocupada de shooter's."
O site GameInformer afirma que: "Quando se entra dentro dele, Modern Warfare 3 corresponde às expectativas. Os elementos centrais de multiplayer e a campanha permanecem fundamentalmente inalteradas, mas o jogo serve como um ótimo exemplo de como muitos ajustes subtis podem adicionar um produto melhorado em geral."
A Revista Oficial Playstation no Reino Unido afirma que: A grande surpresa não é que ele serve-se uma outra grande campanha, mas aquilo que leva o multiplayer de MW3 à conquista do mundo pode ser o melhor de sempre. Com Spec Ops e o modo Survival, este é um inferno de um pacote, e encerra a trilogia como um estrondo: não mudou muito, mas este é um jogo tão grande e belo como sempre.
A GamePro afirma que: "Será mais uma ronda na mesma montanha-russa. E desta vez, para apreciá-la plenamente, você não terá que ter uma placa em cima que diga "você deve estar obcecado com o multiplayer para fazer este passeio."
A IGN deu às versões Xbox 360, PS3 e PC uma pontuação de 9 em 10 para "um multiplayer grande, a campanha cheia de divertimento, toneladas de conteúdo, mas uma história esquecível".
A GamesRadar, com o título "Mais do mesmo? Mais do melhor.", atribuiu a nota 9/10 afirmando que: "Se está procurando um novo tipo de shooter, procure noutro lugar. Modern Warfare 3 é bem sucedido ao fazer mais - muito, muito, muito mais - do que sempre funcionou espetacularmente para a série. Nós ainda não temos o suficiente."
A Eurogamer Portugal deu uma pontuação de 9/10 na sua crítica onde refere que: "Call of Duty: Modern Warfare 3 é o exemplo do trabalho de uma companhia para uma comunidade (...) A grande questão está por quanto tempo conseguirá a Activision manter o entusiasmo à volta do seu mais que tudo (...) Call of Duty é extremamente aconselhavel a amantes do género, embora continue a manter a formula conhecida, arriscando muito pouco na mudança. Em suma um verdadeiro fan service."
O site português MyGames com uma nota de 8.5/10 para a versão PC, onde como pontos positivos destaca o melhorado modo multiplayer com a inclusão de Call of Duty: Elite e do modo Survival, afirma que: "Modern Warfare 3 traz-nos a conclusão da história iniciada em 2007 e o aperfeiçoar da fórmula multimilionária que o tornou tão conhecido e o catapultou para a ribalta. É certo que não encontrarão grandes surpresas neste terceiro capítulo da série mas as produtoras envolvidas no projecto conseguiram mostrar que isso não significa, de todo, que este não seja o shooter que os fãs desejavam."

### Prémios
Call of Duty: Modern Warfare 3 ganhou o prémio de Melhor Jogo de Tiro nos Spike TV Video Game Awards de 2011. Ben "Yahtzee" Croshaw para a Zero Punctuation posiciona este jogo ao lado de Battlefield 3 como os piores jogos de 2011, dizendo: "Eu não os odeio, porque eles estão mal feitos, eu odeio-os por aquilo que eles representam" e disse também que ambos os jogos podem ser uma boa desculpa para a raça humana "deixar de existir em geral".

### Vendas e Receita
Segundo dados da VGChartz, Modern Warfare 3 vendeu um total de 9,3 milhões de cópias no dia do lançamento tornando-o no maior lançamento da indústria dos videojogos de todos os tempos. A versão para Xbox 360 teve 54% das vendas, a versão PlayStation 3 teve 42% das vendas, enquanto a versão PC e a versão Wii combinados tinha os 4% restantes. Como um todo, Modern Warfare 3 vendeu até 33% sobre Black Ops no primeiro dia de vendas, e até 55% sobre Modern Warfare 2 no primeiro dia de vendas.
A Activision acredita que Modern Warfare 3 teve os maiores embarques (no dia 1)  de sempre, do que qualquer outro jogo. "O número recorde de pré-encomendas de Modern Warfare 3 levou ao maior embarque, no primeiro dia, de sempre na nossa história, e na história da indústria", disse o CEO da Activision Publishing Eric Hirshberg durante uma chamada de reunião de lucros a 8 de Novembro de 2011. Hirshberg disse que "mais de 1,5 milhão de pessoas estiveram em fila de espera em 13 mil lojas à meia-noite de segunda-feira para comprar Modern Warfare 3", tornando-o o maior lançamento de retalho na história da Activision e na história do setor". Activision informou que os números de vendas de Modern Warfare 3 nos EUA e no Reino Unido foram mais de 6,5 milhões de cópias vendidas no dia do lançamento e arrecadou 400 milhões de dólares nos EUA e no Reino Unido apenas nas primeiras 24 horas, tornando-o no maior lançamento de entretenimento de todos os tempos. É o terceiro ano consecutivo que a série Call of Duty tem quebrado o mesmo recorde. Black Ops no ano passado (2010) arrecadou 360 milhões dólares num dia, em 2009, Modern Warfare 2 rendeu 310 milhões dólares. O presidente da Activision Blizzard e CEO Robert Kotick afirmou que "o lançamento de Call of Duty: Modern Warfare 3 é o maior lançamento de entretenimento de todos os tempos em qualquer meio, e nós [Activision] conseguimos este recorde com vendas de apenas dois territórios."
O título arrecadou globalmente mais de 775 milhões dólares nos primeiros cinco dias após o seu lançamento, superando o recorde de 650 milhões de dólares estabelecidos por Call of Duty: Black Ops e os 550 milhões de dólares alcançados por Modern Warfare 2 em 2009. Para ser exato, bateu recordes de bilheteria do teatro, cinema, livros, e as vendas registadas de videojogos para os cinco dias em todo o mundo em dólares.
Modern Warfare 3 liderou a tabela de vendas de videojogos do Reino Unido na primeira semana. A 21 de Novembro de 2011 o jogo continuou a ser o mais vendido no Reino Unido, apesar das vendas terem descido 87%.
A versão PS3 de Modern Warfare 3 ficou também em primeiro no top de vendas no Japão na primeira semana de vendas. A versão PS3 lançou 180.372 cópias enquanto que a versão Xbox 360 vendeu aproximadamente 30.000.
Em Setembro de 2012, Modern Warfare 3 já tinha vendido mundialmente cerca de 29 milhões de unidades no conjunto de cinco plataformas.